# Обухович, Теодор Иероним
Теодор Иероним Обухович (пол. Teodor Obuchowicz, бел. Теадор Іеранім Абуховіч), 1642—14 апреля 1707) — государственный деятель Великого княжества Литовского, каштелян новогрудский (1700—1707), писатель-мемуарист.

## Биография
Из литовского дворянского рода Обуховичей собственного герба, являвшегося вариацией герба «Ясенчик». Младший сын воеводы смоленского Филиппа Казимира Обуховича, брат Михаила Обуховича.
Служил при дворе короля польского и великого князя литовского Яна II Казимира Вазы. После его отречения, уехал с королём во Францию (1669). В 1670 году вместе с другими шляхтичами вернулся домой, поселившись в усадьбе Дорогово Новогрудского воеводства.
В 1672 году в составе шляхетского ополчения отправился в турецкий поход: «с охоты своей и собственным коштом на ту экспедицию выбрался». Участвовал в Битве под Хотином. В 1674 году совершил паломничество в Рим.
С 1679 года подкоморий новогрудский, с 1700 ― каштелян новогрудский, староста циринский. Владелец усадеб Великая Липа и Дорогово в Новогрудском воеводстве, деревни Горбовичи в Мозырском повете, арендовал Цирин.
На новогрудских сеймиках неоднократно избирался послом на сеймы Речи Посполитой. Похоронен в новогрудском иезуитском костёле.

## Творчество
Автор Диариуша (Дневника), охватывающего события с 1656 до начала Северной войны. Изложение событий дано в летописной форме погодовых записей на польском языке, встречаются латинские выражения. Дневник опубликован М. И. Балинским в 1859 году в Вильно, в 2003 году в Варшаве и в 2016 году в Минске.

## Издания Диариуша
- Pamiętniki historyczne do wyjaśnienia spraw publicznych w Polsce XVII wieku posługujące, w dziennikach domowych Obuchowiczów i Cedrowskiego pozostałe. ― Vilno, 1859
- Pamiętniki Filipa, Michała i Teodora Obuchowiczów (1630—1707). — Warszawa: 2003.
- Дыярыушы XVII стагоддзя (1594―1707 гады) : Самуэль Маскевіч, Багуслаў Маскевіч, Піліп Абуховіч, Міхал Абуховіч, Тэадор Абуховіч / Нацыянальная акадэмія навук Беларусі, Цэнтр даследаванняў беларускай культуры, мовы і літаратуры, Інстытут літаратуразнаўства ім. Я. Купалы. — Мн., 2016.